# Ulrich Denkhaus
Ulrich Denkhaus (* 27. September 1938 in Bremen; † 1. Januar 2013 in Wetzlar) war ein deutscher Pfarrer, Physiker und Beauftragter der evangelischen Kirche im Rheinland für  Energiefragen.

## Leben & Ausbildung
Denkhaus wurde als Sohn des Pfarrers Friedrich Denkhaus und seiner Frau Lotte geboren und studierte nach dem Abitur evangelische Theologie. Er absolvierte sein Vikariat bei dem späteren Präses der evangelischen Kirche im Rheinland Karl Immer in Duisburg. Am 6. Dezember 1964 wurde Denkhaus ordiniert. Denkhaus ließ sich beurlauben, um Physik zu studieren und arbeitete danach zunächst als Studentenpfarrer in Aachen und Jülich. In Jülich hatte er an der dortigen Kernforschungsanlage gearbeitet. Später promovierte er zum Dr. rer. nat. mit einem Thema zur Festkörperphysik. Von 1981 bis 2001 war Denkhaus Pfarrer in Velbert. Nach seiner Pensionierung 2002 zog er nach Wetzlar, der Heimatstadt seiner Frau Hildegard.
Denkhaus war seit 1973 verheiratet. Er hat zwei Töchter: Ruth Denkhaus befasst sich als Theologin mit ethischen Fragen in der Medizin, Hanna Kauhaus (geb. Denkhaus) ist promovierte Theologin und widmet sich der Graduiertenförderung.

## Wirken
1978 wurde Denkhaus Beauftragter für „wissenschaftlich-technische Energieprobleme und ihre theologischen Aspekte“ sowie dem Thema „Energiefragen“ in der EKiR. 1979 war Denkhaus Mitverfasser einer kirchlichen Arbeitshilfe zur friedlichen Nutzung der Kernenergie. Denkhaus nahm deutschlandweit an zahlreichen Veranstaltungen der evangelischen Kirche zu Energie- und Umweltthemen als Referent und Sachverständiger teil.
Einem breiteren Publikum bekannt wurde Denkhaus durch die Schrift „Erneuerbare Energien – eine Chance für ländliche Gebiete des Südens“ aus dem Jahr 2004, veröffentlicht bei der Entwicklungs- und Umweltorganisation Germanwatch, deren Mitglied er seit 2001 war. Auch nach seiner Pensionierung bis kurz vor seinem Tod arbeitete Denkhaus auf Synodalebene an Fragen der Schöpfungsverantwortung und Umwelt mit.